# Belvosia atrata
Belvosia atrata là một loài ruồi trong họ Tachinidae.